# Egon Pearson
Egon Sharpe Pearson (* 11. August 1895 in Hampstead; † 12. Juni 1980 Midhurst) war ein britischer Statistiker.

## Leben
Er ist der Sohn von Karl Pearson. Pearson folgte seinem Vater als Professor für Statistik am University College London. Er war Herausgeber der Zeitschrift Biometrika. Von 1955 bis 1956 war er Präsident der Royal Statistical Society, die ihn 1955 mit der Guy-Medaille in Gold auszeichnete. 1966 wurde er als Mitglied („Fellow“) in die Royal Society aufgenommen.
Er entwickelte zusammen mit Jerzy Neyman eine Theorie des Hypothesentestens, in der nicht nur die Nullhypothese formalisiert wird, sondern auch eine Alternativhypothese. Auch wenn dieser Ansatz in Reinform keine Mehrheit in der wissenschaftlichen Methodenlehre fand, so hat er doch Einfluss auf die gelehrte Praxis des statistischen Hypothesentestens genommen und zu einer verstärkten Beachtung der Testplanung geführt. In Deutschland hat etwa Willi Hager ein Lehrbuch für Statistik in der Psychologie geschrieben, dass sich gänzlich der Neyman-Pearson-Methode verschrieben hat, und auch einige andere haben sich um Fragen der Testplanung verdient gemacht.
Das Neyman-Pearson-Lemma und der Neyman-Pearson-Test sind nach Pearson benannt. 1935 erhielt er den Weldon Memorial Prize.

## Werke
- mit Jerzy Neyman: On the Use and Interpretation of certain Test Criteria for the Purposes of Statistical Inference. In: Biometrika. 1928.
- The History of statistics in the XVIIth and XVIIIth centuries. 1929. (Versione commentata di un ciclo di conferenze di suo padre)
- mit Jerzy Neyman: On the Problem of the Most Efficient Tests of Statistical Hypotheses, 1933.
- Karl Pearson : an appreciation of some aspects of his life and work. 1938.
- Selected papers. 1966.
- mit Maurice George Kendall: Studies in the history of statistics and probability. 1969.

## Belege
1. ↑  Eintrag zu Pearson; Egon Sharpe (1895–1980) im Archiv der Royal Society, London
2. ↑  E. Erdfelder, J. Bredenkamp: Hypothesenprüfung. In: T. Herrmann, W. H. Tack (Hrsg.): Methodologische Grundlagen der Psychologie. (= Enzyklopädie der Psychologie. Themenbereich B, Serie I. Band 1). Hogrefe, Göttingen 1994, S. 604–648.
3. ↑  F. Faul, E. Erdfelder, A.-G. Lang, A. Buchner: G*Power 3: A flexible statistical power analysis program for the social, behavioral, and biomedical sciences. In: Behavior Research Methods. 39, 2007, S. 175–191.
4. ↑  W. Hager: Testplanung zur Prüfung psychologischer Hypothesen. Die Ableitung von Vorhersagen und die Kontrolle der Determinanten des statistischen Tests. Hogrefe, Göttingen 2004.

| Personendaten    | Personendaten          |
| ---------------- | ---------------------- |
| NAME             | Pearson, Egon          |
| ALTERNATIVNAMEN  | Pearson, Egon Sharpe   |
| KURZBESCHREIBUNG | britischer Statistiker |
| GEBURTSDATUM     | 11. August 1895        |
| GEBURTSORT       | Hampstead              |
| STERBEDATUM      | 12. Juni 1980          |
| STERBEORT        | Midhurst               |